# 徳島県を舞台とした作品一覧
徳島県を舞台とした作品一覧（とくしまけんをぶたいとしたさくひんいちらん）では、徳島県内をモチーフあるいはロケーション撮影地にした小説・映画・ テレビドラマ等を記述する。

## 小説
- 藍色回廊殺人事件（内田康夫）
- 藍を継ぐ海 (伊与原新)
- 青空感傷ツアー（柴崎友香）
- 阿波おどり殺人事件（和久峻三）
- 祖谷・淡路殺意の旅（西村京太郎）
- お登勢（船山馨）
- おはん（宇野千代）
- 四国情死行（西村京太郎）
- 十六地蔵物語（原田一美）
- 旅の重さ（素九鬼子）
- 天涯の花（宮尾登美子）
- 伝説シリーズ（西尾維新）
- ドイツさん（原田一美）
- 十津川警部 愛と絶望の瀬戸内海流（西村京太郎）
- 十津川警部 四国お遍路殺人ゲーム（西村京太郎）
- 十津川警部 鳴門の愛と死（西村京太郎）
- 鳴門に血渦まく（辻真先）
- 鳴門のうずを見ていた女（西村京太郎）
- 鳴門秘帖（吉川英治）
- 覇道の槍（天野純希）
- 眉山（さだまさし）
- 三好長慶（徳永真一郎）
- 三好長慶伝（三日木人）
- 吉野北高校図書委員会（山本渚）

## 映画
- 阿波おどり 鳴門の海賊
- 阿波おどり狸合戦
- 阿波狸合戦 (映画)
- 阿波狸変化騒動
- 阿波狸屋敷
- 阿波DANCE
- 阿波の踊子
- 祖谷物語 おくのひと
- 男はつらいよ 寅次郎かもめ歌
- おはん
- 喜劇団体列車
- 劔雲鳴門しぶき
- 人生、いろどり
- さらば青春、されど青春。 - 吉野川市
- ぞめきのくに
- ドラゴン・ハート―霊界探訪記―[1]
- 波乗りオフィスへようこそ
- 虹をつかむ男
- バルトの楽園
- 眉山
- 平成狸合戦ぽんぽこ - 金長神社
- 村の写真集
- 夜明けを信じて。 - 吉野川市
- ロード88

## テレビドラマ
- ウェルかめ
- おはん
- おふくろ先生の診療日記 第2作
- 土曜ワイド劇場「山村美紗サスペンス 地獄坂の復讐殺人」
- 天涯の花
- なっちゃんの写真館
- 横山やすしフルスロットル
- メンズ校

## 舞台
- おはん
- 傾城阿波鳴門
- 天涯の花
- 通盛

## 漫画
- 美味しんぼ - 45巻 第5話
- 女子大生の日常
- パパロバ
- 姫さま狸の恋算用
- みのりスクランブル! - 徳島市

## テレビアニメ
- 有頂天家族2 - 11話 南小松島駅、金長神社
- 境界の彼方 - 10話 大歩危駅
- クッキンアイドル アイ!マイ!まいん!（サブタイトル「おおぼけこぼけ大追跡」の放送回） - 眉山、阿波おどり会館、かずら橋、大鳴門橋
- 昭和元禄落語心中 - 11話 阿波池田駅
- 涼宮ハルヒの憂鬱 - 6、8話 徳島港
- センチメンタルジャーニー (アニメ) - 3話 坪尻駅
- そふてにっ - 11話 霊山寺 (鳴門市)
- 鉄子の旅 - 10話 坪尻駅
- 同居人はひざ、時々、頭のうえ。 - 第11話(脇町・うだつの街並、眉山、徳島阿波おどり空港など）、第12話（徳島阿波おどり空港）[2]
- 蟲師 続章 - 13話 かずら橋

## OVA
- みのりスクランブル! - 西新町商店街 (徳島市)、アスティとくしま

## 音楽
- 阿波よしこの囃子（石原詢子）
- 鳴門海峡 (三橋美智也の曲)
- HOME（アンジェラ・アキ）